# Пацанув
Пацанув (пол. Pacanów, русское название времён Царства Польского — Пацанов) — город в Польше, центр одноименной гмины.

## История
Впервые упоминается в документе о строительстве церкви, датируемом 1110—1117 годом.
Во время Речи Посполитой Пацанув был местечком, входившим в Сандомирское воеводство. Впоследствии, после разделов Польши, он вошёл в состав Царства Польского.
Согласно данным переписи 1897 года, в городе проживало 2451 человек, из них 1520 — евреи. В то время город входил в состав Стопницкого уезда Келецкой губернии и обладал статусом посада.
В 1928 году евреи составляли большинство населения города (в то время — 2500 человек), им принадлежало множество местных заведений. В ноябре 1942 года вся еврейская община Пацанува были отправлена в Треблинку, таким образом, прекратив своё существование.

## Население
В 2003 году население составляло 1137 человек.

## Культура
Пацанув — родина вымышленного козла Козлёнка Несмышлёнка (пол. Koziołek Matołek), персонажа детских книг писателя Корнеля Макушинского, иллюстрировавшихся Марианом Валентыновичем (интересно, что в русском переводе город назван Пацаново). В городе имеются его изваяние на площади и ряд «тематических» украшений.